# Radio 90 FM
Radio 90 FM – lokalne radio ROW-u z siedzibą w Rybniku (w 2005 przeniesiono siedzibę z Wodzisławia Śląskiego), stacja muzyczno-informacyjna nadająca 24 godziny na dobę. Radio rozpoczęło nadawanie 13 października 1994 roku.

## Historia
Stacja od samego początku była bardzo silnie związana z krakowskim radiem RMF FM. Najpierw funkcjonowała jako lokalny oddział w Wodzisławiu Śląskim tej rozgłośni. Nadawała jedynie wiadomości, informacje dla kierowców i kulturalne. Dopiero w 1996 roku zaczęła nadawać własny program. Początkowo od 9.00 do 13.00. Potem stopniowo dochodziły kolejne pasma aż do nadawania całodobowego z własnym programem – wciąż jednak właścicielem spółki zarządzającej stacją jest Grupa RMF.
Podporami Radia 90 FM byli wówczas m.in. Bogna Komorowska-Jędrzejewska, Bartłomiej Bajerski, Joanna Mielimonka, Andrzej Mielimonka, Jan Smuda, Arkadiusz Krzywodajć, Małgorzata Kmieciak, Mariusz Ryszka, Leszek Otawa, Józek Szymaniec.
Na uwagę zasługuje zachowanie Radia 90 FM i jego załogi w czasie wielkiej powodzi w 1997 roku. Gdy reszta Polski jeszcze nawet nie wiedziała o kataklizmie, dziennikarze wodzisławskiej stacji nieśli pomoc ludziom z okolicznych mniejszych miejscowości i Raciborza, którym woda odebrała cały dobytek. W ówczesnej siedzibie rozgłośni przy ulicy Młodzieżowej w Wodzisławiu-Kokoszycach znajdował się punkt zbiorczy pomocy dla powodzian. Radio 90 FM wysłało dwa konwoje do odciętego od Polski przez wodę Raciborza, oba dotarły. Radio 90 FM zostało odznaczone za to przez WOPR. W późniejszym czasie redakcja znajdowała się w jednym z lokali na osiedlu Dąbrówki w Wodzisławiu, skąd w 2005 roku przeniesiono ją do Rybnika.
Obecnie stacja jest typową komercyjną rozgłośnią radiową.
Antena nadawcza znajduje się na niższym kominie Elektrowni Rybnik (90,0 MHz) oraz w Cieszynie (95,2 MHz). Rezerwowym nadajnikiem jest szyb w Wodzisławiu Śl.-Jedłowniku.

## Radio Jura
10 stycznia 2011 roku spółka Radio 90 uruchomiła w Częstochowie nową stację pod nazwą Radio Jura. 